# Edoardo Vesentini
Edoardo Vesentini (Roma, 31 de maio de 1928 – Pisa, 28 de março de 2020) foi um matemático e político italiano.
Recebeu o Prêmio Renato Caccioppoli de 1962, o Prêmio Antonio Feltrinelli de 1981. Foi grande-oficial da Ordem do Mérito da República Italiana. Foi doutor honoris causa da Universidade de Tübingen. Em 1966 foi Invited Speaker do Congresso Internacional de Matemáticos em Moscou (Rigidity of quotients of bounded symmetric domains).
Morreu no dia 28 de março de 2020.

## Obras
- com Tullio Franzoni: Holomorphic maps and invariant distances, North Holland 1980
- Lectures on Levi convexity of complex manifolds and cohomology vanishing theorems, Tata Institut 1967
- com Ceccucci, Tognoli: Lezioni di topologia generale, Mailand, Feltrinelli 1968
- com Eugenio Calabi: On compact, locally symmetric Kähler manifolds, Annals of Mathematics, Bd.71, 1960, S.472